# إسماعيل أباد (درميان)
اسماعیل أباد (بالفارسية: اسماعیل‌آباد) هي مستوطنة تقع في إيران في قسم درمیان الريفي. يقدر عدد سكانها بـ 0 نسمة بحسب إحصاء 2016.